# وو ژیو
وو ژیو (انگلیسی: Wu Zhiyu؛ زادهٔ ۹ سپتامبر ۱۹۸۳) بازیکن واترپلو اهل چین بود.
وی در مسابقات کشوری و بین‌المللی در مجموع برندهٔ ۱ مدال طلا شده‌است.